# Раба (фільм)
«Раба» (вірм. «Ղուլը») — радянський художній фільм-драма 1927 року, знятий режисером Аркадієм Яловим на кіностудії «Вірменфільм» за повістю Михайла Манвелян  Раба святого Георгія 

## Сюжет
Історія брата і сестри, розлучених громадянською війною, і які знайшли один одного через багато років.

## У ролях
- Тетяна Акопян — Нектар
- Барбара Мадатова — Анік
- Ніна Манучарян — Єгсан
- Авет Аветісян — Онік
- Христофор Абрамян — поліцейський
- Михайло Гарагаш — торговець
- Арам Амірбекян — Саркіс
- Л. Саакян — Гево

## Знімальна група
- Режисер — Аркадій Яловой
- Сценарист — Михайло Манвелян
- Оператор — Аркадій Яловой
- Художник — Михайло Сургунов
- Головний адміністратор — Михайло Гарагаш
- Помічник режисера — А. Даніелян